# Cotyledon orbiculata var. oblonga
- Preporučena temperatura:  Dan: 17-24°C ,Noć: 10-12°C
- Tolerancija hladnoće:  do - 1°C
- Izloženost suncu:   na zasjenjenom mjestu
- Tolerancija vrućine: podnosi samo jutarnje sunce
- Porijeklo:  Afrika
- Potrebnost vode: zahtjeva malo vode